# سوزان هال
سوزان هال (بالإنجليزية: Susan Hall)‏ هي فنانة تشكيلية أمريكية، ولدت في 1943 في كاليفورنيا في الولايات المتحدة.